# Fischbach (Weiße Traun)
Fischbach är ett vattendrag i Österrike, på gränsen till Tyskland. Det ligger i den centrala delen av landet, 280 km väster om huvudstaden Wien.
I omgivningarna runt Fischbach växer i huvudsak blandskog. Runt Fischbach är det ganska tätbefolkat, med 70 invånare per kvadratkilometer.